# Thamnomanes saturninus
El batará saturnino (en Perú) (Thamnomanes saturninus), también denominado choca saturnina, es una especie de ave paseriforme de la familia Thamnophilidae perteneciente al género Thamnomanes. Es nativo de la cuenca del Amazonas en América del Sur. 

## Distribución y hábitat
Se distribuye en el centro sur y suroeste de la Amazonia brasileña, noreste de Perú, al sur del río Amazonas y extremo noreste de Bolivia.
Esta especie es considerada bastante común en su hábitat natural: el sotobosque de selvas húmedas, principalmente de terra firme, mayormente debajo de los 600 m de altitud.

## Descripción
Mide 14 cm de longitud y pesa entre 19 y 21 g. Se parece mucho al batará gorgioscuro (Thamnomanes ardesiacus), las distribuciones de ambos no se sobreponen y se substituyen uno al otro a lo largo del Amazonas. El macho es gris, pero más obscuro, con una gran mancha negra en la garganta y parte superior del pecho y una gran mancha dorsal blanca, normalmente oculta, excepto cuando está excitado. La hembra también es muy similar a T. ardesiacus, es parda olivácea por arriba y con una mancha dorsal blanca; las alas y cola pardo rufas; por abajo es ocrácea amarillenta pero con la garganta más blanca.

## Comportamiento
Se comporta de forma similar a T. ardesiacus; anda sólo o en pareja, con menos frecuencia en pequeños grupos y acompaña bandadas mixtas del sotobosque, que regularmente incluyen su congénere batará cinéreo (Thamnomanes caesius), este último se encarama más verticalmente que la presente especie y que el batará azulino (T. schistogynus) que también se sobrepone con la presente especie en partes del este de Perú y oeste de Brasil, y con quien también participa de bandadas mixtas de alimentación. Las parejas siguen bandadas mixtas explorando más ramas horizontales que sus congéneres y ocasionalmente siguen regueros de hormigas guerreras del género Eciton.

### Vocalización
También es similar a T. ardesiacus; el canto es una larga serie de notas ásperas pero musicales, que se aceleran y aumentan el timbre antes de terminar en un gruñido. Los llamados incluyen un agudo y áspero «griiyr» y un «chif!»

## Sistemática

### Descripción original
La especie T. saturninus fue descrita por primera vez por el ornitólogo austríaco August von Pelzeln en 1868 bajo el nombre científico Thamnophilus saturninus; la localidad tipo es «Borba, Río Madeira, Brasil».

### Etimología
El nombre genérico masculino «Thamnomanes» se compone de las palabras del griego «thamnos» que significa ‘arbusto’, y «manēs» que significa ‘apasionado por’; y el nombre de la especie «saturninus» en latín medio significa ‘saturnino’, ‘plomizo’.

### Taxonomía
Las relaciones taxonómicas con otros géneros no están claras. Las especies actualmente en este género parecen estar emparentadas entre sí sobre la base de la morfología y el comportamiento, a pesar de que la arquitectura del nido es, de alguna forma, variable.  La presente especie ha sido a veces colocada en el género Dysithamnus. Es pariente próximo de T. ardesiacus y ya han sido tratadas como conespecíficas. Son necesarios estudios taxonómicos de las poblaciones; la extensión de las zonas geográficas de las subespecies no está la clara; la subespecie T. s. huallagae puede no ser distinguible de la subespecie nominal.

### Subespecies
Según las clasificaciones del Congreso Ornitológico Internacional (IOC) y Clements Checklist/eBird, se reconocen dos subespecies, con su correspondiente distribución geográfica:
- Thamnomanes saturninus huallagae (Cory, 1916) – noreste de Perú al sur del río Amazonas (a lo largo de la margen sur del río Marañón hasta el río Huallaga, y hacia el sur hasta el río Ucayali en el sur de Loreto) y suroeste de la Amazonia en Brasil (cuenca del alto río Juruá, al sur hasta el oeste de Acre).
- Thamnomanes saturninus saturninus (Pelzeln, 1868) – centro sur de la Amazonia brasileña (desde el bajo río Juruá y alto río Purús hacia el este hasta la margen occidental del río Tapajós y ambas márgenes del Teles Pires) al sur hasta Rondônia, norte de Mato Grosso y extremo noreste de Bolivia (noreste de Santa Cruz).